# Malas compañías
Malas compañías es el segundo álbum del cantautor español Joaquín Sabina, editado en 1980. Está arreglado por Hilario Camacho y José Antonio Romero.
Después de publicar Inventario, Joaquín Sabina pasaría a cantar en el bar La mandrágora junto a Javier Krahe y Alberto Pérez. En esos momentos el cantante callejero Pulgarcito interpretaba en el metro de Madrid y algunas calles temas tanto propios como de otros artistas, llegando a aparecer en Televisión Española en Popgrama, dirigido por Carlos Tena, Ángel Casas y Diego Manrique, en un capítulo dedicado a los músicos callejeros. Una de las canciones interpretadas por Pulgarcito fue un tema de Joaquín Sabina titulado Qué demasiao, dedicado al delincuente común José Joaquín Sánchez Frutos, El Jaro. La canción llama la atención de Tomás Muñoz, director de CBS España, de modo que tanto Pulgarcito como Sabina terminan firmando contratos discográficos. Joaquín Sabina también comenzaría a componer temas que eran interpretados por otros artistas, así, Pongamos que hablo de Madrid, incluida en Malas Compañías, sería grabada por Antonio Flores.

## Lista de canciones
| N.º | Título                                    | Letras                                               | Duración |  |
| 1.  | «Calle Melancolía»                        | Joaquín Sabina                                       | 4:26     |  |
| 2.  | «Qué demasiao (Una canción para el Jaro)» | Joaquín Sabina, José Ramón Ripoll                    | 3:30     |  |
| 3.  | «Carguen, apunten, fuego»                 | Joaquín Sabina, Miguel Ángel Campos, Philippe Ramos  | 3:42     |  |
| 4.  | «Gulliver»                                | Joaquín Sabina                                       | 4:48     |  |
| 5.  | «Círculos viciosos»                       | Chicho Sánchez Ferlosio                              | 4:03     |  |
| 6.  | «Pongamos que hablo de Madrid»            | Joaquín Sabina, Antonio Sánchez                      | 4:05     |  |
| 7.  | «Manual para héroes o canallas»           | Joaquín Sabina, Hilario Camacho, José Antonio Romero | 3:11     |  |
| 8.  | «Bruja»                                   | Joaquín Sabina                                       | 4:28     |  |
| 9.  | «Mi amigo Satán»                          | Joaquín Sabina                                       | 4:19     |  |
| 10. | «Pasándolo bien»                          | Joaquín Sabina                                       | 2:43     |  |

## Créditos
- Joaquín Sabina: Voz, guitarra.
- Hilario Camacho: Guitarra.
- José Antonio Romero: Guitarra acústica y eléctrica, sitar.
- J. Torres: Guitarra eléctrica.
- D. Thomas: Contrabajo.
- P. García Martínez: Batería y percusiones.
- J. A. Galicia: Tabla india y tambura.
- Pedro Ojesto: Teclados.
- E. Martínez: Saxo.
- J. V. Aguirre: Armónica.
- Arreglos: Hilario Camacho y José Antonio Romero.
- Producción: José Luis de Carlos e Hilario Camacho.[2]